# Super Paper Mario
Super Paper Mario (jap.: スーパーペーパーマリオ, Hepburn: Sūpā Pēpā Mario) ist ein Jump-’n’-Run-Action-Adventure-Rollenspiel aus der Paper-Mario-Reihe, das von Intelligent Systems und Nintendo SPD entwickelt und von Nintendo am 9. April 2007 in Nordamerika, am 19. April 2007 in Japan, am 14. September 2007 in Europa und am 20. September 2007 in Australien exklusiv für die Wii veröffentlicht wurde. Es ist der Nachfolger von Paper Mario: Die Legende vom Äonentor und der Vorgänger von Paper Mario: Sticker Star. Ursprünglich sollte der Titel für den Nintendo GameCube erscheinen. Super Paper Mario greift die Bastelbogen-Optik der Paper-Mario-Rollenspiele auf und entwickelt diese zu einem grundlegenden Spielelement fort: Zu Beginn hat die Spielwelt keine räumliche Tiefe; die Szenen sind zweidimensional, wie etwa bei Super Mario Bros. Der Spieler kann aber mit einer speziellen Fähigkeit, die früh im Spiel erworben wird, kurzzeitig in eine um 90° gedrehte 3D-Sicht wechseln. So werden beispielsweise verborgene Wege und Items sichtbar.

## Ankündigung
Super Paper Mario wurde im Jahr 2006 auf der Electronic Entertainment Expo (E3) angekündigt.

## Handlung
Die Geschichte dreht sich um den bösen Graf Knickwitz, der versucht, eine neue, leere Welt zu erschaffen. Zu diesem Zweck benötigt er das dunkle Herz. Indem er Prinzessin Peach Toadstool mit dem Koopa-König Bowser verheiratet – wobei Peach unter Hypnose von Nastasia, einer Assistentin des Grafen, zu einem „Ja!“ gezwungen wird – gelingt es ihm, das dunkle Herz zu erschaffen. Danach sind Bowser und Prinzessin Peach für ihn nutzlos. Marios Aufgabe besteht darin, die acht reinen Herzen zu finden, die nötig sind, um Graf Knickwitz von seinem Vorhaben abzuhalten. Unterstützt wird er dabei von dem Pixl Tippi. Auf seiner Reise stellen sich ihm allerdings Graf Knickwitz' Schergen namens Mimi, O'Klock und Dimenzio in den Weg.

## Spielprinzip
Spielerisch werden viele Elemente von Super Mario Bros. 2 wieder aufgegriffen. Neu eingeführt wurde die Mechanik, zwischen 2D und 3D wechseln zu können und sich für eine bestimmte Zeit im 3D-Bereich aufhalten zu können. Zudem kann man zusätzlich zum Springen auf Gegner auch verschiedene Items, sowie Fähigkeiten unterschiedlicher Pixl nutzen, um zum Beispiel Sachen zu greifen oder mit einem Hammer zu attackieren. Die Spielfiguren haben Hitpoints (Lebensenergie). Neben Mario kann man noch Prinzessin Peach, Marios Rivalen Bowser sowie Marios Bruder Luigi steuern. Peach kann mit ihrem Schirm durch die Luft gleiten, Bowser hat die Fähigkeit, Feuer auf seine Gegner zu spucken und fügt Gegnern doppelten Schaden zu, ist aber etwas langsamer, und Luigi kann höher springen als sein Bruder und durch Ausführung des „Supersprungs“ fliegende Gegner attackieren. Peach, Bowser und Luigi können nicht zwischen 2- und 3D wechseln.

## Rezeption
Super Paper Mario wurde von der Fachpresse überwiegend positiv aufgenommen. Auf der Bewertungswebsite Metacritic hält das Spiel – basierend auf 56 Bewertungen – einen Metascore von 85 von 100 möglichen Punkten.